# Lac Wairarapa
Le lac Wairarapa est un lac de la région de Wellington, dans le sud-est de l'île du Nord, en Nouvelle-Zélande.
Il est sur le cours du Ruamahanga.
Il donne son nom à la sous-région de Wairarapa.